# Louis Franchet d'Espèrey
Pour les articles homonymes, voir Franchet d'Espèrey.
 (décembre 2023).
Louis Franchet d'Espèrey, né le 25 mai 1856 à Mostaganem (Algérie) et mort le 8 juillet 1942 à Saint-Amancet (Tarn), est un général, maréchal de France et membre de l’Académie française.
Saint-cyrien, breveté de l'École supérieure de guerre, il participe à l'expédition du Tonkin en 1885 et est fait chevalier de la Légion d'honneur l'année suivante. En 1900, il participe à la guerre contre les Boxers en Chine. En 1904, il est promu officier de la Légion d'honneur. En 1912, général de division, il participe à la pacification du Maroc au commandement des troupes d'occupation du Maroc occidental. Il est promu commandeur de la Légion d'honneur en décembre.
Lors de la Première Guerre mondiale, il commande en août 1914 le 1er corps d'armée puis la 5e armée de début septembre 1914 à mars 1916. Il parvient à stopper l'armée allemande sur l'Oise, et prend une part considérable à la victoire de la Marne. Il est fait grand officier de la Légion d'honneur le 30 décembre 1914. En mars 1916, il commande le groupe d'armées de l'Est puis, fin décembre, prend le commandement du groupe d'armées du Nord. Il est élevé à la dignité de grand-croix de la Légion d'honneur en récompense de ses mérites le 10 juillet 1917. En juin 1918, Georges Clemenceau l'envoie sur le front d'Orient (front de Macédoine), commander en chef les armées alliées d'Orient (AAO) (dont fait partie l'armée française d'Orient). Après une offensive éclair en septembre, marquée par la prise de Dobro Polje, il contraint la Bulgarie à signer un armistice et provoque l'armistice de l'Empire ottoman en octobre, ce qui contribue à la capitulation de l'Allemagne le 11 novembre. Il est décoré de la médaille militaire le 3 octobre 1918.
Après la guerre, il est élevé à la dignité de maréchal de France le 19 février 1921 au même moment que les généraux Fayolle et Lyautey. Il est inspecteur général des troupes d'Afrique du Nord de 1923 à 1931 et est considéré à ce titre comme le créateur de la nouvelle armée d’Afrique. Il succède à Lyautey à l'Académie française en 1934.

## Biographie

### Famille
Louis Félix Marie François Franchet d'Espèrey est né à Mostaganem en Algérie française en 1856. Il est le fils de Louis Franchet d'Espèrey (1824-1890), officier de cavalerie et de Louise de Dion. Il est le petit-fils de François Franchet d'Esperey.

### Formation
Après avoir fait une partie de sa scolarité aux lycées Hoche et Sainte-Geneviève de Versailles, il sort de Saint-Cyr en 1876.

### Premières campagnes (Tunisie, Tonkin, Chine)
Il est affecté au 1er régiment de tirailleurs algériens.
Admis en 1881 à l’École supérieure de guerre, le jeune lieutenant fait entre-temps ses premières armes pendant la campagne de Tunisie d'octobre à décembre 1881, et n'entame sa scolarité qu'avec la promotion suivante en 1882.
Il part en mars 1885 rejoindre le corps expéditionnaire du Tonkin en lutte contre l'armée chinoise et les Pavillons noirs.
Chef de bataillon en 1893, il prend en 1894 le commandement le 18e bataillon de chasseurs à pied à Stenay.
Lieutenant-colonel en 1899, il prend part en 1900 à l’expédition de Chine contre les Boxers au cours de laquelle son cousin, l'ambassadeur allemand Clemens von Ketteler, trouve la mort.
Au 132e régiment d'infanterie à Reims depuis 1901, il est nommé colonel du 60e régiment d'infanterie de Besançon en 1903.
Pendant la guerre russo-japonaise, il manifeste son soutien à l'armée russe, avec laquelle il avait participé à des manœuvres dans le cadre de l'Alliance franco-russe.

### Guerre du Maroc
Il est nommé général de division en 1912, et le général Lyautey lui confie le commandement des troupes du Maroc. Pendant la période difficile des débuts du protectorat, il prend une part importante à la pacification et à l’organisation du pays.[réf. nécessaire]

### Première Guerre mondiale

#### Commandant de la5earmée puis des groupes d'armées de l'Est et du Nord
Rappelé en France, Franchet d’Espèrey reçoit en novembre 1913 le commandement du 1er corps d'armée à Lille. Il se distingue à la bataille des Frontières d’août 1914, puis en rejetant sur l’Oise, à Guise, le corps allemand de la Garde.
Le généralissime Joffre lui confie, le 3 septembre, le commandement de la 5e armée, en pleine retraite et menacée d’être encerclée et coupée. Franchet d'Espèrey se montre à la hauteur de la situation. Faisant faire demi-tour à ses hommes, il attaque, entraînant à ses côtés l’armée britannique du général French, se précipite dans la brèche entre les armées Bülow et Kluck ; il joue un rôle capital dans la décision et l’exécution de la grande bataille. « Son rôle, écrit Joffre dans ses mémoires, mérite d’être souligné devant l’histoire. C’est lui qui a rendu possible la victoire de la Marne ».
Franchet d'Espèrey commande le groupe d’armées de l’Est en mars 1916, puis le groupe d'armées du Nord à partir de fin décembre.
Il perd son fils, Louis, sous-lieutenant d’infanterie, tué à Douaumont, et son frère, colonel commandant le 333e régiment d'infanterie (lui restent sa fille, Jacqueline, et sa sœur).

#### Commandant en chef des armées alliées en Orient
En juin 1918, il est appelé à Salonique au commandement en chef des armées alliées, pour prendre la suite de l'expédition de Salonique. Les armées alliées en Orient (AAO) placées sous son commandement comprennent environ 670 000 hommes dont 210 000 Français de l'armée française d'Orient (AFO), commandée par le général Henrys, 157 000 Grecs, 138 000 Britanniques, 119 000 Serbes et 43 000 Italiens. Il obtient, après une campagne de quatorze jours, la capitulation du groupe d'armées germano-bulgare.
L'armistice mettant fin au conflit sur le front d'Orient, signé à Salonique le 29 septembre 1918, ouvre de vastes perspectives. Le haut commandement allemand, qui en est conscient, se décide alors à demander l'armistice sur tous les fronts. L'armistice ne permet pas à Franchet d'Espèrey d'exploiter sa victoire et son commandement général sur les armées alliées se trouve vidé de son sens concret par l’indépendance de facto des troupes anglaises en Turquie.
Après la défaite des empires centraux à l'issue de la Première Guerre mondiale et conformément aux ordres de Georges Clemenceau, une partie de l'armée Franchet d'Espèrey n'est pas démobilisée mais envoyée combattre contre les bolcheviks, d'une part dans le Banat aux côtés des Serbes et des Roumains contre la république des conseils de Hongrie et d'autre part en Crimée et à Odessa pour intervenir aux côtés des Russes blancs dans la guerre civile russe. Si l'intervention en Europe centrale l'été 1919 réussit, en revanche l'intervention en Russie au printemps de la même année, échoue face à la cohésion des bolcheviks et aux mutineries de la mer Noire : beaucoup de marins français sont solidaires des communistes russes. Franchet d'Espèrey réussit à éviter la débandade devant l'offensive de l'Armée rouge dans le Sud de l'Ukraine, ce qui permet une évacuation en bon ordre.
Il conserve le commandement des armées alliées, qui s'est déplacé en février 1919 de Salonique à Constantinople, jusqu'au 5 juillet 1920. Il reste dans la ville jusqu'en novembre 1920 afin de participer à la réorganisation du pays.
Il devient membre du Conseil supérieur de la guerre, poste qu'il conserve jusqu'en 1938.

### Après la guerre

#### Maréchal de France et inspecteur général des troupes d'Afrique du Nord

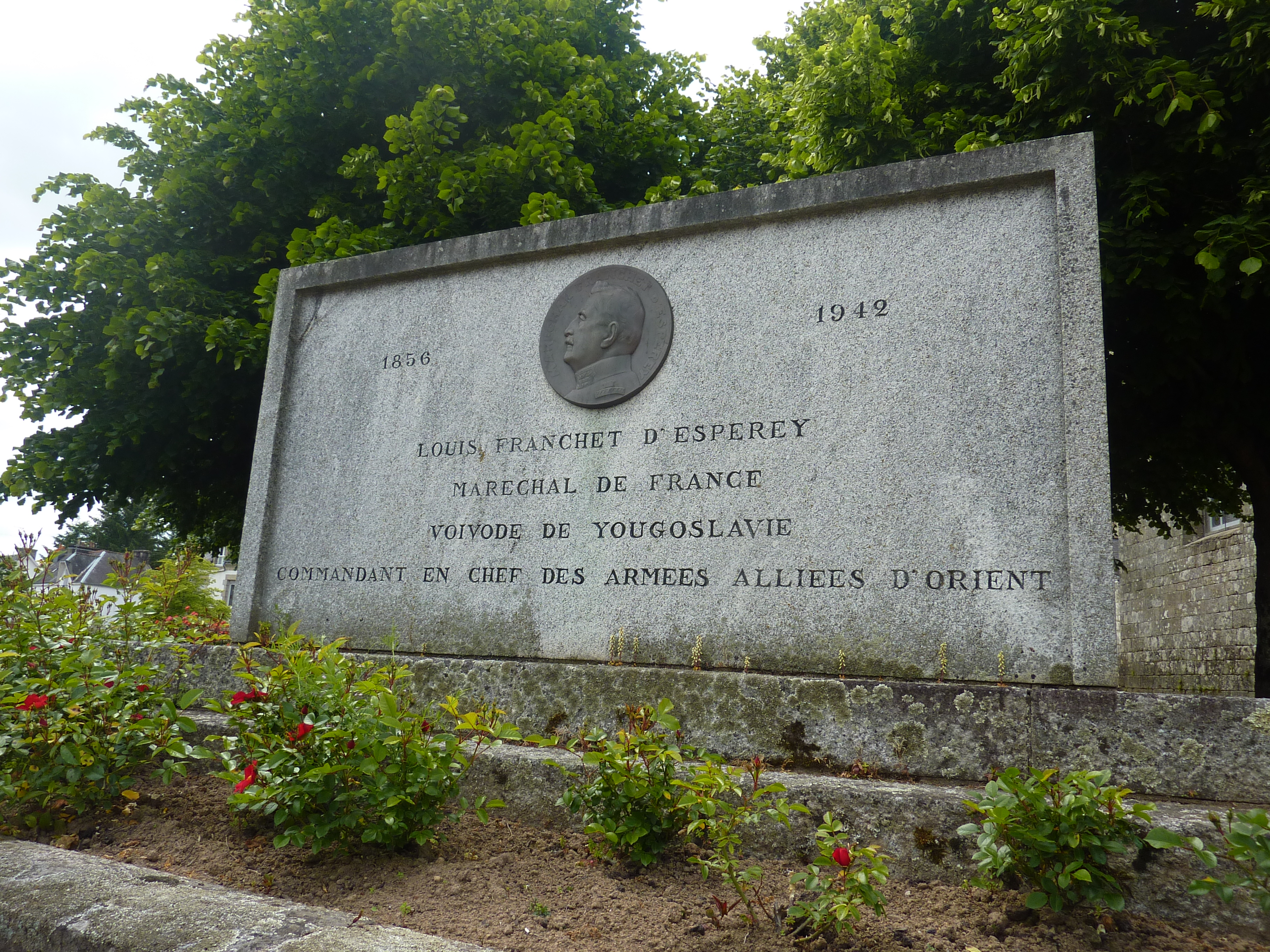
Bubry : stèle à la mémoire de Louis Franchet d'Espérey.

Ces remarquables années de services lui valent, le 19 février 1921, la dignité de maréchal de France et la dignité de voïvode du royaume des Serbes, Croates et Slovènes.
En 1923, il devient inspecteur général des troupes d'Afrique du Nord, au moment où l'on veut unifier le dispositif militaire français au Maroc, en Algérie et en Tunisie, poste qu'il conserve jusqu'en 1931. Il est considéré à ce titre comme le créateur de la nouvelle armée d’Afrique .
Le 14 novembre 1924, il participe à la deuxième mission Gradis transsaharienne.
Le 2 novembre 1930, il représente la France à la cérémonie du couronnement de l'empereur d'Éthiopie, Haïlé Sélassié Ier.
Il est président de la Société de géographie de 1931 à 1938 et il est élu membre de l'Académie française le 15 novembre 1934, le même jour que Léon Bérard.
En 1935, il fonde le « Comité des amitiés africaines », œuvre d’entraide aux militaires d'Afrique du Nord.
D'après le commandant Georges Loustaunau-Lacau, le maréchal Louis Franchet d’Espèrey, en fidélité aux idées de son grand-père François Franchet d'Esperey, aurait financièrement aidé son service de renseignement clandestin (les « réseaux Corvignolles ») ainsi que l'Organisation secrète d'action révolutionnaire nationale (Osarn), dite la « Cagoule »,.

### Dernières années
Le maréchal Franchet d’Espèrey meurt à 86 ans le 8 juillet 1942 en zone libre, à Saint-Amancet dans le Tarn.
Il est tout d’abord inhumé provisoirement en la chapelle no 1, dite des Trois Maries, de la cathédrale Sainte-Cécile d'Albi, en attendant des jours meilleurs. Les honneurs militaires lui sont rendus par le général de Lattre, commandant la 16e région militaire de Montpellier.
Son corps est transféré aux Invalides en 1947, lorsqu’il est possible d’organiser des obsèques dues à son rang de maréchal de France : les maréchaux de France, depuis 1929, sont inhumés dans la cathédrale Saint-Louis des Invalides, sauf dispositions testamentaires contraires.
Son épouse meurt en 1967, à 97 ans.

## Grades
- 1876 : sous-lieutenant.
- 1881 : lieutenant.
- 1885 : capitaine.
- 1893 : chef de bataillon.
- 1899 : lieutenant-colonel.
- 1903 : colonel.
- 23 mars 1908 : général de brigade.
- 23 mars 1912 : général de division.
- 29 avril 1918 : général de division maintenu exceptionnellement en activité au-delà de la limite d'âge.
- 30 janvier 1920 : général de division maintenu en activité sans limite d'âge.
- 19 février 1921 : élevé à la dignité de maréchal de France.

## Affectations
- 1901 : lieutenant-colonel au 132e régiment d'infanterie à Reims
- 1903 : colonel au 60e régiment d'infanterie à Besançon
- 23 mars 1908 au 21 septembre 1911 : commandant de la 77e brigade d'infanterie
- 21 septembre 1911 au 14 août 1912 : commandant de la 28e division d'infanterie et des subdivisions de région d'Annecy, de Vienne, de Chambéry et de Bourgoin
- 14 août 1912 au 20 novembre 1913 : commandant des troupes d'occupation du Maroc Occidental.
- 20 novembre 1913 au 3 septembre 1914 : commandant du 1er corps d'armée.
- 3 septembre 1914 au 31 mars 1916 : commandant de la Ve armée.
- 31 mars 1916 au 27 décembre 1916 : commandant du Groupe d'armées de l'Est.
- 27 décembre 1916 au 10 juin 1918 : commandant du Groupe d'armées du Nord.
- 18 juin 1918 au 5 juillet 1920 : commandant en chef des Armées Alliées en Orient.
- 5 juillet 1920 à 1938 : membre du Conseil supérieur de la guerre.

## Décorations
France
- Médaille militaire (3 octobre 1918) (Nota : la médaille militaire se porte avant la LH pour les officiers généraux ayant commandé au front, attention selon La Grande Chancellerie aucun texte officiel n'existe et il s'agit d'une simple habitude) ;
- Grand-croix de la Légion d'honneur (10 juillet 1917)[13]
  -  Grand officier de la Légion d'honneur (30 décembre 1914)
  -  Commandeur de la Légion d'honneur (31 décembre 1912)
  -  Officier de la Légion d'honneur (29 décembre 1904)
  -  Chevalier de la Légion d'honneur (21 août 1886)
- Croix de guerre 1914-1918, avec 3 palmes ;
- Médaille coloniale avec agrafes « Tonkin » et « Maroc » ;
- Médaille commémorative du Maroc (1909) ;
- Médaille interalliée de la Victoire ;
- Médaille commémorative de la guerre 1914-1918 ;

 Royaume de Belgique
- Croix de guerre avec 1 palme ;

 États-Unis
- Army Distinguished Service Medal ;

 Royaume d'Italie
- Grand-croix de l'ordre des Saints-Maurice-et-Lazare ;

 Maroc
- Grand cordon de l'ordre du Ouissam alaouite ;

 Royaume-Uni
- Ordre de Saint-Michel et Saint-Georges Grand-croix ;

 Serbie
- Ordre de l'Étoile de Karageorge Grand-croix avec épées ;

 Tunisie
- Grand-croix de l'ordre du Nichan Iftikhar.

## Armoiries
Écartelé d'azur à un pélican dans son aire d'argent, surmonté en chef d'un soleil rayonnant d'or, et d'azur à la croix d'or, cantonnée de quatre lionceaux du mesme, lampassés de gueules.

## Hommages
- À Paris, l'avenue du Maréchal-Franchet-d'Espérey, est ouverte en 1930 et porte son nom dès cette date, soit avant sa mort, ce qui est un fait exceptionnel pour les odonymes[14].
- À Reims, une école, un boulevard, une gare et un arrêt de tramway portent son nom.
- Des voies à Lorient, Brest, Saint-Étienne, Versailles, Albi, Nancy, Montigny-lès-Metz, Nevers, Dinant, Vichy, Abidjan, Belgrade et Djibouti portent également son nom.
- Un timbre-poste à son effigie, dessiné et gravé par Albert Decaris, et d'une valeur de 30F, a été émis par la poste française le 26 mai 1956.
- Un autre timbre-poste à son effigie avec en arrière-plan sa ville natale de Mostaganem, dessiné par J. Ebstein et gravé par Albert Decaris, d'une valeur de 15 F, a été émis en Algérie française en 1956.

Enfin, la promotion 1955-1957 de l'École spéciale militaire de Saint-Cyr a été baptisée en son honneur.

## Publications

### Ouvrages
- Mémoires, 1925.
- Histoire militaire et navale, volume 2 de Histoire de la Nation française, tome VIII, de Gabriel Hanotaux, Plon, 1927. En collaboration avec le général Charles Mangin.
- Une œuvre française, l’Algérie (ouvrage collectif), Félix Alcan, 1929. Lire en ligne
- Bugeaud, collection « Les vies illustres », Hachette, 1938. En ligne.

### Préfaces
- L'armée d'Afrique, 1830-1930, Commissariat général du Centenaire de l'Algérie, 1931. Lire en ligne.